# 火ノ粉ヲ散ラス昇龍
「火ノ粉ヲ散ラス昇龍」(ヒノコヲチラスノボリリュウ)は、2001年5月23日に発売された、餓鬼レンジャーの二枚目のシングルである。

## 概要
- 餓鬼レンジャーのメジャー・デビューシングルである。前作「火ノ国SKILL」から約四ヶ月ぶりに発売された。
- ジャケットの表面は床屋の前で撮影されており、さらに裏面にはポチョムキンとYOSHIが二人揃って髭を剃っている所が写し出されている。

## 収録曲
1. 火ノ粉ヲ散ラス昇龍[3:33]
作詞：Pocyomkin・YOSHI／作曲：Green Peeace a.k.a. Nobb／編曲：餓鬼レンジャー
2. My Style Is The Best[4:14]
作詞：Pocyomkin・YOSHI／作曲：High Switch a.k.a. Hiro／編曲：餓鬼レンジャー
3. 東雲[2:56]
作詞：Pocyomkin・YOSHI／作曲：Green Peeace a.k.a. Nobb／編曲：餓鬼レンジャー
長らくこのシングル盤にしか収録されていなかった曲だったが、2013年5月22日に発売されたベストアルバム「Weapon G」において、初めてアルバムに収録された。